# Чейтрампет
Чейтрампет (швед. Tjejtrampet) — шоссейная однодневная велогонка, проходившая по территории Швеции с 1990 по 2009 год.

## История
Гонка была создана в 1990 году. В 1992 году попала в Книгу рекордов Гиннесса как крупнейшее соревнование по велоспорту среди женщин на мировом уровне.
С 1996 по 2005 год (за исключением 1997 года) проходила в рамках Женского мирового шоссейного календаря UCI.
В 2006 году вернулась на национальный уровень. А место её проведения в том же году переместилось из Стокгольма в Вестерос.
Проводилась в конце мая. Протяжённость дистанции в основном была в районе 50 км.
Рекордсменкой с пятью победами подряд стала нидерландка Леонтин Ван Морсел. Ещё четыре победы на счету нидерландки Моник Кнол.

## Призёры
| Год  | Победитель         | Второй               | Третий                |
| ---- | ------------------ | -------------------- | --------------------- |
| 1990 | Марианна Берглунд  | Мари Хёльер          | Ульрика Андерссон     |
| 1991 | Теа Викстедт-Ныман | Пиа Юханссон         | Лена Бертильссон      |
| 1992 | Моник Кнол         | Мари Хёльер          | Моника Вальвик        |
| 1993 | Моник Кнол         | Моника Вальвик       | Мари Хёльер           |
| 1994 | Моник Кнол         | Моника Вальвик       | Сюзанн Юнгског        |
| 1995 | Дебби Мансвелд     | Моник Кнол           | Мари Хёльер           |
| 1996 | Моник Кнол         | Мари Хёльер          | Ауд Кари Берг         |
| 1997 | Йорунн Квалё       | Светлана Самохвалова | Мари Хёльер           |
| 1998 | Сюзанн Юнгског     | Мари Хёльер          | Моника Вальвик        |
| 1999 | Леонтин Ван Морсел | Зинаида Стагурская   | Мари Хёльер           |
| 2000 | Леонтин Ван Морсел | Мадлен Линдберг      | Соня ван Куик-Пфистер |
| 2001 | Леонтин Ван Морсел | Аренда Гримберг      | Жита Урбонайте        |
| 2002 | Леонтин Ван Морсел | Регина Шляйхер       | Йорунн Квалё          |
| 2003 | Леонтин Ван Морсел | Джорджа Бронцини     | Рошелль Гилмор        |
| 2004 | Тийна Ниеминен     | Моника Холлер        | Дорте Лозе            |
| 2005 | Сюзанна де Гуде    | Моника Холлер        | Ми Лакота             |
| 2006 | Ханна Исакссон     |                      |                       |
| 2007 | Моника Холлер      | Сара Мустонен        | Лотта Лепистё         |
| 2008 | Кайса Снихс        | Авало Люнгбэк        | Мартина Томассон      |
| 2009 | Майкен Лиден       | Анника Лёфстрём      | Малена Воксберг       |